# دیوید شولنر
دیوید شولنر (انگلیسی: David Schulner) فیلم‌نامه‌نویس و تهیه‌کننده تلویزیونی اهل ایالات متحده آمریکا است.
از فیلم‌ها یا مجموعه‌های تلویزیونی که وی در آن‌ها نقش داشته‌است، می‌توان به بگو که دوستم داری، از آسیب رساندن بپرهیز، خیال، آمستردام جدید و کدبانوهای وامانده اشاره نمود.

## = پیوند به بیرون
- دیوید شولنر در بانک اطلاعات اینترنتی فیلم‌ها (IMDb)